# Burmoniscus calcaratus
Burmoniscus calcaratus är en kräftdjursart som beskrevs av Stefano Taiti och Manicastri 1988. Burmoniscus calcaratus ingår i släktet Burmoniscus och familjen Philosciidae. Inga underarter finns listade i Catalogue of Life.